# 神奇一刻
神奇一刻是一个关于迪士尼的影迷网站，创建于2000年2月28日，站长李松。该网站是目前中国大陆历史最久的迪士尼影迷网站，主要包括论坛、百科（Wiki）等内容。
神奇一刻的栏目主要包括：迪士尼百科、迪士尼华语坛（BBS）、Dissenger、迪士尼歌词库等。

## 历史
神奇一刻创建于2000年2月28日，拥有超过10年的历史，是中国成立最早的非官方迪士尼机构之一。
- 2000年2月28日：很小的关于迪士尼的网站“迪士尼世界”诞生，象征着神奇一刻的创建。
- 2002年3月10日：迪士尼历史开放，为广大中国迪士尼爱好者提供了一个查阅迪士尼历史资料的地方。
- 2002年12月13日：神奇一刻域名 "www.magicwd.com" 注册启用。
- 2003年5月1日：迪士尼华语坛正式开放，并采用多板块模式呈现。
- 2004年1月21日：农历除夕：Dissenger 开放。
- 2004年4月14日：Dissenger、星银岛关闭。
- 2005年2月14日：Dissenger新貌重新开张。
- 2006年1月1日：**迪士尼华语坛全面改版，并采用新域名 DisneyBox.com ；
- 2006年10月16日：全新神奇一刻发布
  - 迪士尼百科正式发布
  - 神奇一刻重新整合。
- 2007年2月28日：神奇一刻7周年聚会
- 2007年4月18日：Dissenger 全新改版开放。